# Egon Franke (homme politique)
Pour les articles homonymes, voir Egon Franke.
Egon Franke, né le 11 avril 1913 à Hanovre et mort le 26 avril 1995 à Hanovre, est un homme politique allemand, membre du Parti social-démocrate d'Allemagne (SPD).
Adhérent du SPD avant la Seconde Guerre mondiale, il fait partie de la résistance allemande au nazisme. En 1946, il devient député régional de l'État de Hanovre, puis du Land de Basse-Saxe. Il entre au Bundestag cinq ans plus tard.
Avec la formation de la coalition sociale-libérale fédérale, en 1969, il est nommé ministre fédéral des Relations intra-allemandes et se charge de l'application de l'Ostpolitik. Lors de la séparation de l'alliance, en 1982, il devient vice-chancelier pendant deux semaines.
Il est réélu député fédéral en 1983 et se retire de la vie politique quatre ans plus tard.

## Biographie

### Un travailleur manuel au SPD
Après avoir quitté l'école secondaire, il suit un apprentissage de charpentier, qu'il complète par une formation d'ébéniste dans une école spécialisée quelque temps plus tard.
En 1929, à l'âge de 18 ans, il adhère au Parti social-démocrate d'Allemagne et est élu président des Jeunes travailleurs socialistes (SAJ) de la province de Hanovre. Il doit renoncer à ce poste quatre ans plus tard.

### Un résistant contre le nazisme
Cette même année 1933, à la suite de l'arrivée au pouvoir du Parti national-socialiste des travailleurs allemands (NSDAP), il rejoint le Front socialiste (SF), une organisation de résistance. Arrêté en 1934, il est condamné à deux ans et demi de prison en 1935, pour haute trahison en vue de commettre un complot.
Il est enrôlé de force dans la Wehrmacht en 1943 et intègre le « bataillon pénal 999 ». Par la suite, il est envoyé en première ligne, ce qui lui vaut d'être brièvement emprisonné par les forces armées des États-Unis à la fin de la Seconde Guerre mondiale.

### Lancement de carrière en Basse-Saxe
En 1946, les autorités britanniques le nomment au Landtag provisoire du Land de Hanovre. Il est élu, le 20 février 1947, au Landtag du nouveau Land de Basse-Saxe, dans la 2e circonscription.
Il fait son entrée au comité directeur fédéral du SPD quatre mois plus tard. Il est élu président de la commission régionale du parti en Basse-Saxe en 1950.

### Député au Bundestag
Il ne se représente pas aux élections législatives régionales du 6 mai 1951, afin d'être candidat lors de l'élection législative partielle dans la 18e circonscription fédérale, dont le député est mort. Avec un score de 52,9 % des suffrages, il remporte le scrutin et intègre le Bundestag à l'âge de 38 ans. En 1952, il quitte le comité directeur fédéral du Parti social-démocrate.
Réélu dans sa circonscription fédérale, désormais la 40e, avec 38,8 % des voix en 1953, il est battu quatre ans plus tard, lors d'un scrutin au cours duquel la CDU/CSU remporte la majorité absolue des voix et sièges, mais conserve son mandat fédéral grâce au scrutin de liste. Cette même année 1957, il participe à la formation du groupe des « Kanalarbeiter », qui réunit des députés fédéraux SPD conservateurs, proches des syndicats et n'ayant pas suivi d'études supérieures.
En 1961, il récupère sa circonscription, remportant 44,1 % des voix. Lors du congrès fédéral extraordinaire de Bad Godesberg en février 1964, qui voit l'élection de Willy Brandt comme président fédéral du SPD, il est désigné membre du présidium.
À la suite de la formation d'une grande coalition fédérale en décembre 1966, il devient vice-président du groupe SPD au Bundestag en remplacement d'Herbert Wehner, nommé ministre fédéral des Questions pan-allemandes. Le 27 janvier 1967, il le remplace également à la présidence de la commission parlementaire des Questions pan-allemandes et berlinoise.

### Ministre fédéral des Relations intra-allemandes
Le 22 octobre 1969, Egon Franke est nommé à 56 ans ministre fédéral des Relations intra-allemandes dans le premier cabinet fédéral de coalition sociale-libérale du chancelier fédéral social-démocrate Willy Brandt. Il est alors le premier à porter ce titre.
Une nouvelle fois successeur de Wehner, il travaille aux côtés du chancelier, de Walter Scheel et d'Egon Bahr à la mise en œuvre de l'Ostpolitik, qui vise à un rapprochement avec l'Allemagne de l'Est.
Ayant renoncé en 1970 à présider le SPD du Land de Basse-Saxe, il est exclu trois ans plus tard du présidium fédéral. En effet, lors du 16e congrès fédéral du SPD à Hanovre en avril 1973, une alliance des courants de l'aile gauche du parti bloque sa réélection. La démission de Brandt le 7 mai 1974 et son remplacement par Helmut Schmidt neuf jours plus tard ne modifient en rien sa position ministérielle.
En 1979, il soutient la position de Schmidt quand il se montre favorable à la « double décision de l'OTAN », une politique qui consiste pour l'organisation à négocier le retrait des missiles nucléaires d'Europe avec le pacte de Varsovie, tout en prévoyant leur déploiement en cas de refus ou échec des négociations.
Le FDP décide de mettre fin à l'alliance avec les sociaux-démocrates le 17 octobre 1982. Il est alors choisi comme vice-chancelier, en sa qualité de doyen du gouvernement. Ce n'est que la seconde fois depuis 1949 qu'un social-démocrate exerce ces responsabilités. L'élection de Helmut Kohl à la chancellerie une semaine plus tard et la formation d'une « coalition noire-jaune » renvoient le SPD dans l'opposition. Il quitte donc son poste ministériel, dont il détient le record de longévité.

### Fin de parcours politique
Aux élections fédérales anticipées du 6 mars 1983, il est réélu pour la dernière fois, dans la 36e circonscription fédérale. En sa qualité de doyen du Bundestag, il lui revient de présider la session d'ouverture, le 29 mars suivant. Il renonce cependant à ce privilège, faisant alors l'objet d'enquêtes judiciaires, et le cède à Willy Brandt. Il ne se représente pas en 1987 et quitte ainsi la vie politique.